# Ferrari 330
La 330 è una autovettura sportiva costruita dalla Ferrari dal 1963 al 1968 in varie versioni. Era successore della 250. La produzione cessò nel 1968 con l'introduzione della 365.
Era a trazione posteriore con motore anteriore. Quest'ultimo era un V12 da 4 litri di cilindrata, progettato da Gioachino Colombo, e derivante dalla 400 Superamerica. Aveva un maggiore interasse tra i cilindri e utilizzava un vero alternatore, piuttosto che una dinamo.
Le 330 si ispiravano a modelli precedenti. La prima 330 America era infatti era una 250 GT/E con un motore più grande, e la 330 GTC/GTS condivideva il telaio con la 275. Solamente la 330 GT 2+2 non derivava da nessun'altra vettura precedente.

## La 330 America
La 330 America fu una versione 2+2 berlinetta prodotta in 50 esemplari dal 1963. Successe alla Ferrari 250 GT/E 2+2 e fu sostituita dalla Ferrari 330 GT 2+2. Condivideva il telaio, ma non il motore, con la 250GT/E. Era mossa dal nuovo “Tipo 209”, che erogava una potenza di 300 hp a 6600 giri al minuto. Aveva una cilindrata di 4 litri.

## La 330 GT 2+2
Fu prodotta in 1088 esemplari dal gennaio del 1964 al 1967. Succedette anch'essa alla Ferrari 250 GT/E 2+2 ed alla 330 America, e fu sostituita dalla Ferrari 365 GT 2+2. Era una 2+2 berlinetta.
Fu qualcosa in più di una 250 con motore rifatto; infatti fu rivista anche la carrozzeria, con un muso ed una coda più squadrati, con l'aggiunta di 4 fari anteriori e con la sistemazione di un'ampia griglia anteriore. Il passo fu di 50 mm più lungo, e l'uso di ammortizzatori regolabili tipo Koni migliorò la maneggevolezza. Fu utilizzato un sistema frenante Dunlop a quattro dischi. Era presente un doppio circuito frenante che separava i dischi anteriori da quelli posteriori; nei sistemi più moderni invece si tende ad effettuare una separazione in diagonale.
Nel 1965 la seconda serie montava un cambio a cinque rapporti al posto del quattro velocità con overdrive sulla quarta dell'edizione dell'anno prima. Altri cambiamenti includevano il ritorno dei fari anteriori da quattro a due, cerchioni in lega, l'aria condizionata ed il servosterzo. Prima dell'introduzione della seconda serie della 330 GT, fu introdotta una serie intermedia di 125 esemplari, con i quattro fari anteriori, un cambio a 5 rapporti ed un leveraggio ancorato sul lato superiore di ogni pedale.
Furono prodotti 625 esemplari della prima serie (inclusi i 125 della serie intermedia) e 474 della seconda, quando il modello fu sostituito dalla 365 GT 2+2 nel 1967

## La 330 GTC/GTS
Questo modello fu costruito in due versioni biposto, la GTC che era una coupé mentre la GTS che era una spider. Fu prodotta dal 1966 al 1968, con 600 esemplari costruiti della GTC e 100 della GTS. La GTC sostituì la 250 GT e la GTS la 275; furono sostituite rispettivamente dalla Ferrari 365 GTC, e dalla Ferrari 365 GTS oltre che alla 365 GTB/4 "Daytona".
La 330 GTC e la 330 GTS furono più di un semplice aggiornamento della 275 e della 330 GT 2+2. Condivideva con queste ultime il passo corto insieme alle sospensioni posteriori indipendenti.
La GTC berlinetta fu introdotta al salone dell'automobile di Ginevra nel marzo del 1966. Era una biposto coupé disegnata da Pininfarina.
La GTS spider fu invece presentata al salone dell'automobile di Parigi.

## La 330 LMB

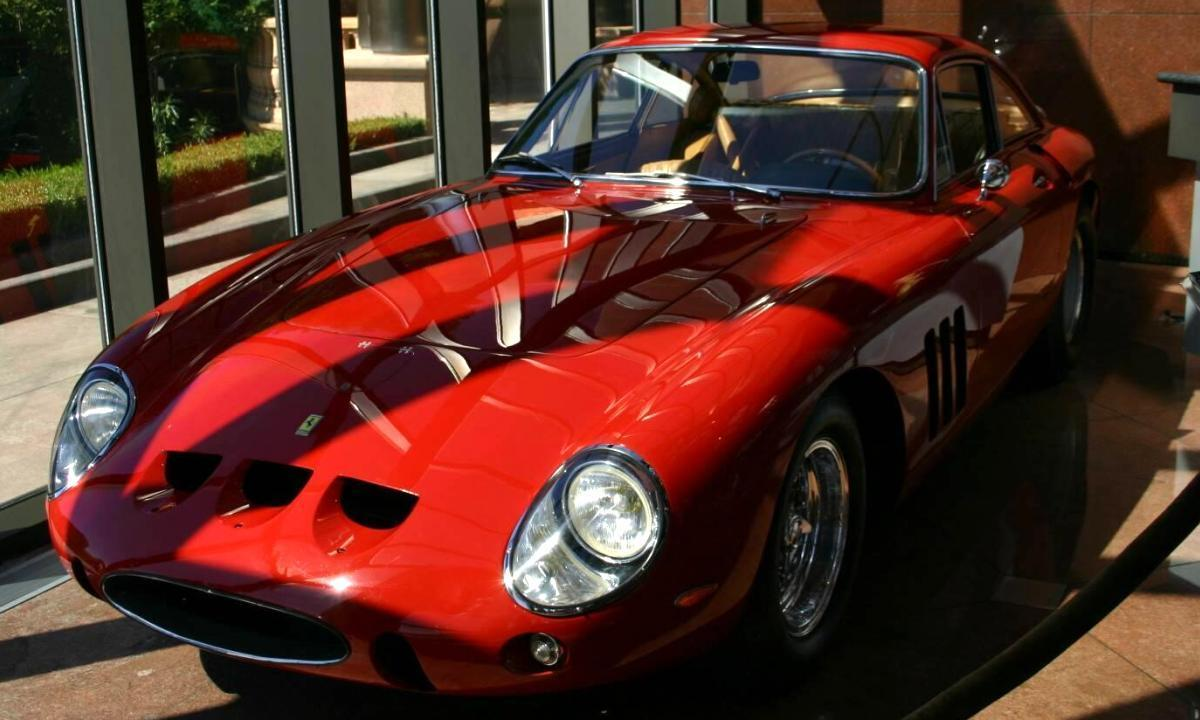
Una Ferrari 330 LMB Berlinetta del 1962

Furono costruiti quattro esemplari della 330 LMB (la sigla significava “Le Mans Berlinetta”). Era una sostanziale evoluzione della 250 GTO ed aveva installato il motore da 4 litri di cilindrata progettato da Gioachino Colombo. Sebbene esteticamente simile alla 250 GTO, erano presenti molte differenze nel corpo vettura. Non fu però vincente come la 250 GTO.

## La 330 TR
Il telaio del modello derivava da quello della 250 Testa Rossa. Il motore invece fu l'ultima evoluzione del V12 progettato da Aurelio Lampredi. Fu costruito un solo esemplare, che conquistò la 24 Ore di Le Mans del 1962. È anche conosciuto con altri due nomi non ufficiali, 330 TRI/LM e 330 TRI.

## La 330 P

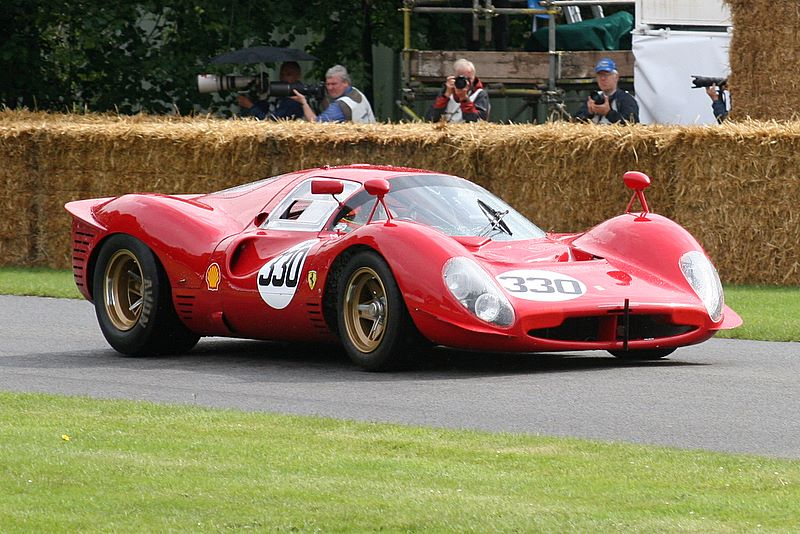
Una Ferrari 412 P

Furono costruiti quattro serie di questa auto da competizione (P/P2/P3/P4), con motore centrale e trazione posteriore. Fu lanciata a metà degli anni sessanta. La 330 P4 aveva un propulsore che erogava una potenza di 450 bhp a 8500 giri al minuto. Raggiungeva la velocità massima di 320 km/h ed aveva un peso a secco di 800 kg.